# Mark Lester

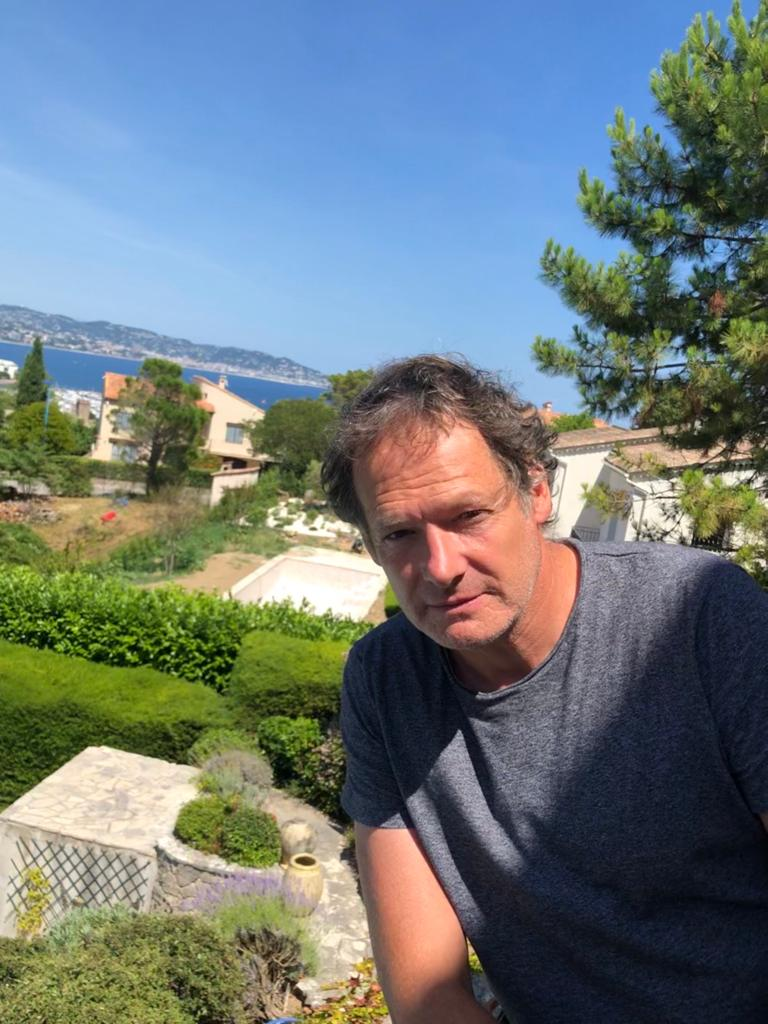
Mark Lester (2022)

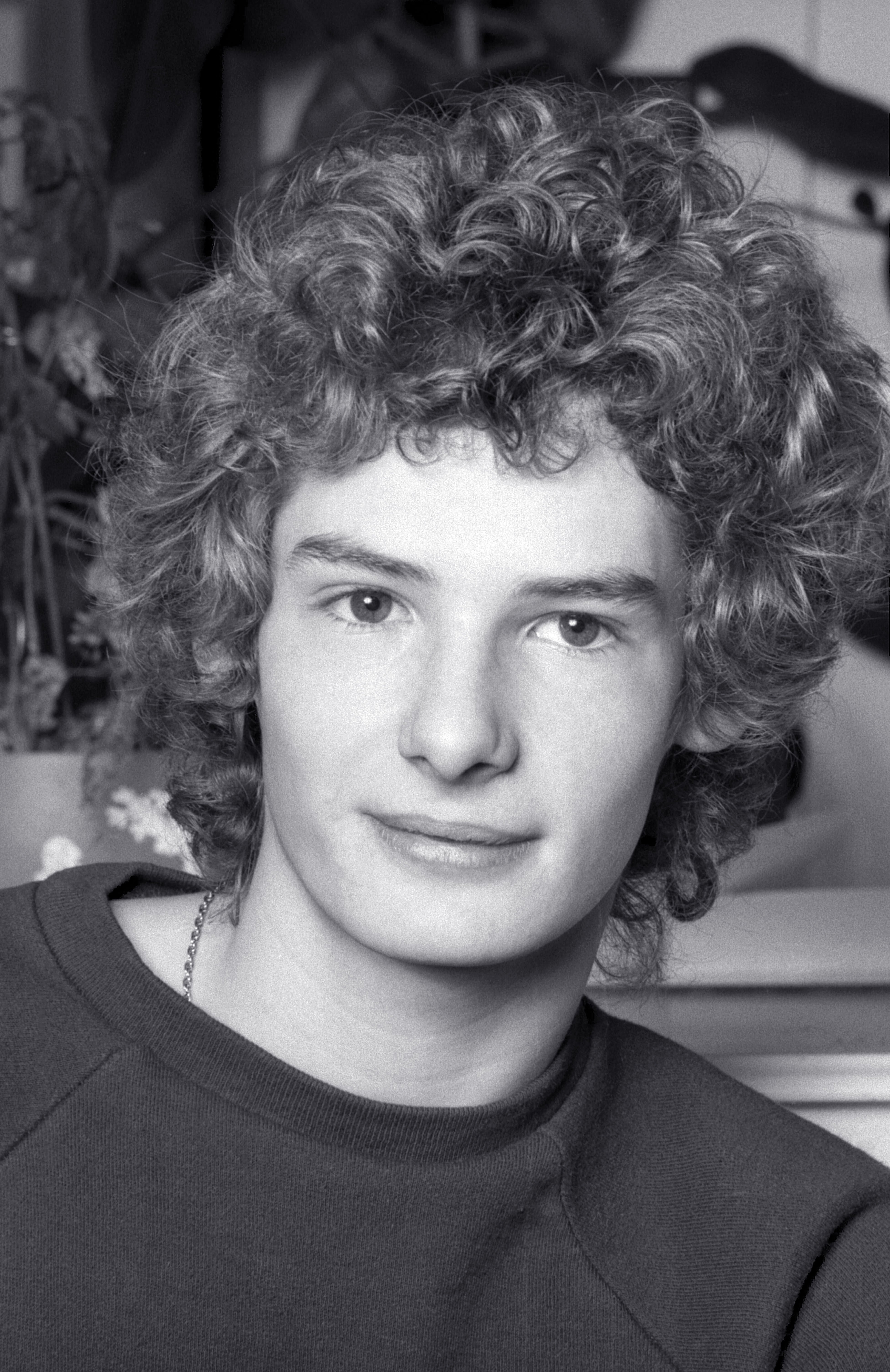
Mark Lester (1975)

Mark Lester (* 11. Juli 1958 in Oxford als Mark A. Letzer) ist ein britischer Schauspieler, bekannt für seine Rollen in britischen und europäischen Filmen der 1960er und 1970er Jahre.

## Leben und Karriere
Seinen größten Erfolg feierte Lester 1968 als Oliver Twist in Carol Reeds oscarprämierten Musicalfilm Oliver (1968). Weitere Hauptrollen hatte er in dem Thriller Diabolisch (1971) neben Hardy Krüger und in Black Beauty (1971) an der Seite von Uschi Glas.
Als junger Erwachsener hatte der Schauspieler zeitweise Drogenprobleme und verschwendete sein gesamtes Vermögen innerhalb weniger Jahre.
Nachdem er 1977 schlechte Kritiken für seine Hauptrolle in der Mark-Twain-Verfilmung Der Prinz und der Bettler erhalten hatte, ließen auch die Schauspielangebote nach. 1980 zog er sich von der Schauspielerei zurück und studierte Osteopathie an der British School of Osteopathy. Heute betreibt er eine Klinik im englischen Cheltenham. Seit 2006 ist er in zweiter Ehe mit Lisa Lester verheiratet, aus seiner ersten Ehe hat er vier Kinder.
Mark Lester verband ab 1981 eine enge Freundschaft mit Michael Jackson, er wurde Pate von Jacksons drei Kindern. 2009 sorgte er mit der Bemerkung für Aufmerksamkeit, dass er vielleicht der biologische Vater von Jacksons Kindern sei. Er habe in den 1990er-Jahren für den Kinderwunsch seines Freundes eine Samenspende getätigt.

## Filmografie
- 1964: Ein toller Bobby, dieser Flic (Allez France!)
- 1964: The Human Jungle (Fernsehserie, 1 Folge)
- 1965: Spaceflight IC-1: An Adventure in Space
- 1965: Court Martial (Fernsehserie, 1 Folge)
- 1966: Geheimauftrag für John Drake (Danger Man; Fernsehserie, 1 Folge)
- 1966: Fahrenheit 451
- 1967: Jede Nacht um neun (Our Motherʼs House)
- 1968: Oliver (Oliver!)
- 1969: Zwei Freunde fürs Leben (Run Wild, Run Free)
- 1969: Then Came Bronson (Fernsehserie, 1 Folge)
- 1969: Der Geist und Mrs. Muir (The Ghost & Mrs. Muir; Fernsehserie, 1 Folge)
- 1970: Eyewitness
- 1970: The Boy Who Stole the Elephant (Fernsehfilm)
- 1970: Disney-Land (Disney Land; Fernsehserie, 2 Folgen)
- 1971: Melody
- 1971: Diabolisch (Night Hair Child)
- 1971: Black Beauty
- 1972: Wer hat Tante Ruth angezündet (Whoever Slew Auntie Roo?)
- 1972: Der Zeuge hinter der Wand (Diabólica malicia)
- 1973: Blutrausch (Squadra volante uccideteli… senza ragione)
- 1973: Scalawag
- 1973: Sotsugyô ryokô
- 1975: Liebestanz unter den Ulmen (La prima volta, sullʼerba)
- 1975: Closed Up-Tight
- 1977: Der Prinz und der Bettler (Crossed Swords)
- 2011: Metered (Kurzfilm)